# 首藤訓宏
首藤訓宏（しゅどう くにひろ、1927年3月20日-　）は、日本の英語学者。
群馬県桐生市生まれ。本名・新八。1948年東京外国語大学卒業。51年に渡米。アズベリー大学院修士課程修了、ノースウェスタン大学院に留学後、60年に帰国。群馬大学教授、東京慈恵会医科大学教授、新潟経営大学教授。

## 著書
- 『まちがいだらけの英単語』ダイヤモンド社 1977　「英単語に絶対強くなるネタ本」三笠書房 知的生きかた文庫
- 『まちがいだらけの英会話』ダイヤモンド社 1980
- 『75動詞の英会話 表現力をつける二語動詞を最大利用』ダイヤモンド社 1981
- 『英検一、二級に受かる本』三修社 1984
- 『85動詞の英会話 表現力をつける二語動詞を最大利用』ダイヤモンド社 1991
- 『55動詞でgogo英会話 やさしい英会話(秘)作戦』日本放送出版協会 1992
- 『大人の英会話 40歳からの英語表現再入門』ダイヤモンド社 1994
- 『知ってるようで知らない?英語表現144』三修社 1994
- 『知ってるようで知らない?英語表現144 ハイブリッド』三修社 2002
- 『気をつけて!思わぬ英語の落とし穴』三修社 2003
- 『知ってるようで知らない?英語表現144』三修社 2003

### 共著
- 『英単語がふえる本』ダグラス・スタウト共著 ダイヤモンド社 1973
- 『基礎編英単語がふえる本』宮内華代子,リチャード・フリーマン共著 ダイヤモンド社 1976
- 『国際派ビジネスマンの英語戦術』鈴木俊夫共著 ダイヤモンド社 1983
- 『前置詞・イディオムの英会話 重要20前置詞で表現自在』中島武共著 ダイヤモンド社 1985
- 『英単語を「頭」「根」「尾」でふやす本 125要素で10倍活用』小原平共著 ダイヤモンド社 1990
- 『読めばらくらく英単語がふえる本』宮内華代子共著 三修社 1999
- 『読めばらくらく英単語がふえる本 ハイブリッド』宮内華代子共著 三修社 2002
- 『読んで覚える英単語』宮内華代子共著 三修社 2003

翻訳
- L.Gartside『即戦力・英文ビジネスレターの書きかた』有井奈保子共訳 三修社 1988